# Ochotona princeps
A Pika-americana (Ochotona princeps) é um lagomorfo encontrado nos Estados Unidos da América e Canadá.